# Jan Władysław Badowski
Jan Władysław Badowski (wyst. też jako Władysław Badowski; ur. 19 maja 1907 w Brześciu nad Bugiem, zm. 3 maja 1980 w Olsztynie) – polski aktor (głównie teatralny), lalkarz, dyrektor teatru i reżyser.

## Życiorys
Jego rodzicami byli Tomasz Badowski i Paulina z Sienkiewiczów. Pierwszą pracę podjął w wieku 14 lat jako kolporter, następnie pracował jako robotnik w magazynach wojskowych. W 1924 zmarł jego ojciec. Po tym wydarzeniu przyszły aktor przeniósł się do Wilna. Tam – pracując jako murarz – utrzymywał całą rodzinę, ucząc się jednocześnie w szkole powszechnej, a później w Szkole Teletechnicznej, w której zdobył zawód montera. Do 1939 pracował w tym charakterze na poczcie. W latach 1925–1930 służył również w wojsku.
W latach 1932–1934 pobierał nauki w Studiu Dramatycznym przy Teatrach Miejskich w Wilnie, a później – w latach 1934–1935 w Studium Teatralnym Rady Wileńskich Zrzeszeń Artystycznych.
Pracę teatralną rozpoczął od okazjonalnych występów w teatrach Letnim i Wielkim na Pohulance w roku 1935. Razem ze swą pierwszą żoną, Jadwigą, stworzyli w 1937 w Wilnie teatr lalkowy Bajka. Prowadzili go wspólnie do wybuchu wojny oraz przez cały 1940. Badowski działał w nim jako aktor, twórca lalek oraz dekoracji.
Od grudnia 1940 Badowski działał w sekcji kukiełkowej Teatru Młodego Widza. Jednak w 1941 został aresztowany przez władze sowieckie z przyczyn politycznych. Po uwolnieniu został żołnierzem Armii Polskiej na Wschodzie. Walczył też na Bliskim Wschodzie oraz we Włoszech. W Iraku stworzył i poprowadził teatr lalkowy o nazwie Bajka Wileńska. Potem znalazł się w Anglii. Tam został zdemobilizowany.
Do ojczyzny wrócił w 1947. Zamieszkał w Elblągu, a później w Gdańsku. Nie udawało mu się jednak powrócić na scenę teatru lalek. W roku 1950 został aktorem Teatru Młodego Widza w Poznaniu. Rok później zdał eksternistyczny egzamin aktorski, uzyskując tym samym uprawnienia aktora dramatycznego (15 maja 1951). Pracował dalej we wspomnianym teatrze jako aktor i reżyser. Współpracował też z innymi teatrami: Polskim w Poznaniu (1952–1953), teatrem w Gnieźnie (1953-1958), Teatrem im. Stefana Jaracza w Olsztynie (1958-1978). W teatrach tych wykreował wiele ról. Wystąpił także w kilku filmach.
Trzykrotnie żonaty. Pierwszą żoną była Jadwiga (z d. Szafkowska) Badowska-Muszyńska, literatka-poetka, reżyser, aktorka, lalkarka, drugą – Stanisława Anna Badowska z domu Chiluta, trzecią – Barbara Aleksandra z Mierzejewskich. Dzieci: z pierwszego małżeństwa Jolanta i Tadeusz – plastyk, z drugiego małżeństwa Wilga Badowska – artystka malarka.

## Spektakle teatralne

### Poznań
- 1952 – Poemat pedagogiczny jako Czernienko (reż. Maria D`Alphonse)
- 1952 – Nowa szata króla jako Mistrz ceremonii (reż. J. Badowski, Henryka Rodkiewicz)
- 1952 – 4:0 dla ATK jako Karaś (reż. M. D`Alphonse)

### Gniezno
- 1953 – Ich czworo jako Samson Siłycz Bolszow (reż. M. D`Alphonse)
- 1955 – Pociąg można zatrzymać jako Mehring  (reż. Alina Jakubowska)
- 1955 – Turcaret czyli Finansista jako pan Rabuś (reż. Jan Maciejowski)
- 1956 – Świerszcz za kominem jako John Piribingl (reż. Stefan Drewicz)
- 1956 – Balladyna jako Gralon (reż. Stanisław Cegielski)
- 1956 – Imieniny pana dyrektora jako naczelny dyrektor (reż. S. Cegielski)
- 1957 – Grzesznicy bez winy jako Szmaga (reż. Maria Szczęsna)
- 1957 – Dom lalki jako Krogstad (reż. Józef Gruda)
- 1957 – Mój mąż żaba jako Merryman (reż. Andrzej Dobrowolski)
- 1957 – Las jako Gienadij Niesczastliwcew (reż. Władysław Szypulski)
- 1958 – Wesele Figara jako Bartolo (reż. Eugeniusz Aniszczenko)

### Olsztyn, Elbląg
- 1959 – Ładna historia jako Fouques (reż. Irma Czaykowska)
- 1960 – Pierwszy dzień wolności jako Hieronim (reż. Tadeusz Żuchniewski)
- 1960 – Zielony gil jako Alquasil (reż. T. Żuchniewski)
- 1960 – Strach jako Whitecombe (reż. Mieczysław Waśkowski)
- 1960 – Wesele jako ojciec (reż. Stanisław Bugajski)
- 1960 – Tajemnica starej wierzby jako Klucznik II (reż. Eleonora Śnieżko-Szafnaglowa)
- 1961 – Mieszczanie jako Wasyli Wasylewicz Bezsiemionow (reż. Edward Żytecki)
- 1961 – Kres wędrówki jako starszy sierżant (reż. S. Bugajski)
- 1961 – Wspólne mieszkanie jako Tragarz (reż. Irena Ładosiówna)
- 1961 – Nawrócony diabeł jako Starosta (reż. T. Żuchniewski)
- 1962 – Barbara Radziwiłłówna jako Tarnowski (reż. Jowita Pieńkiewicz)
- 1962 – Drewniana miska jako Floyd Dennison (reż. Irena Górska)
- 1962 – Pod drzwiami jako mąż Dziewczyny (reż. H. Rzodkiewicz)
- 1963 – Nagi król jako generał (reż. J. Pieńkiewicz)
- 1963 – Dziewiąty sprawiedliwy jako Zorobabel (reż. Krystyna Meissner)
- 1963 – Piąta kolumna jako Maks (reż. J. Maciejowski)
- 1963 – Wierna rzeka jako Szczepan Podkurek (reż. Zofia Modrzewska)
- 1964 – Bracia jako Minikin (reż. Zygmunt Wojdan)
- 1964 – Siciliana jako Anton Androne (reż. Z. Wojdan)
- 1964 – Pan Tadeusz jako sędzia (reż. Ryszard Machowski)
- 1964 – Kaputt jako generał Heunert (reż. Krystyna Tyszarska)
- 1965 – Wiśniowy sad jako Zawiadowca stacji; Przechodzień (reż. Maria Kaniewska)
- 1965 – Pani prezesowa jako Pinglet (reż. T. Żuchniewski)
- 1965 – Horsztyński jako Kossowski (reż. K. Tyszarska)
- 1966 – Kulig (reż. Tadeusz Kozłowski)
- 1966 – Ogniem i mieczem jako Chmielnicki (reż. Bogdan Czechak)
- 1967 – Dziady jako Bajkow (reż. R. Machowski)
- 1967 – Czapa, czyli śmierć na raty jako strażnik (reż. Zbigniew Kopalko)
- 1967 – Tragedia optymistyczna jako bosman (reż. M. Kaniewska)
- 1968 – Hamlet jako Marcelus; Kapitan (reż. Bohdan Poręba)
- 1968 – Danaidy jako Zbrojny I; Orszak Eteoklesa (reż. Bohdan Głuszczak)
- 1968 – 200.000 i jeden jako policjant (reż. Lech Komarnicki)
- 1968 – Klucz do Berlina jako żołnierz I; Walczak; Anzelm (reż. B. Poręba)
- 1968 – Rok 1944 jako Cebulak (reż. L. Komarnicki)
- 1968 – Uciekła mi przepióreczka jako Bukański (reż. Jolanta Ziemińska)
- 1969 – Pamiętnik szubrawca jako Grygor (reż. Stefania Domańska)
- 1969 – Żeglarz jako Stary marynarz (reż. Noemi Korsan)
- 1969 – Okoliczność łagodząca jako Sziposz (reż. J. Ziemińska)
- 1970 – Czarownice z Salem jako Francis Nurse (reż. Jerzy Wróblewski)
- 1970 – Bolszewicy jako Bończa-Brujewicz (reż. Andrzej Przybylski)
- 1970 – Biały bizon jako Saka Tumwa (reż. B. Głuszczak)
- 1971 – Król Agis jako Leonidas (reż. Waldemar Krygier)
- 1971 – Makbet jako morderca I (reż. A. Przybylski)
- 1972 – Łaźnia jako Łaźnia (reż. W. Krygier)
- 1972 – Wyzwolenie jako ojciec (reż. Jan Błeszyński)
- 1972 – Mój przyjaciel minister jako Stanczak (reż. Andrzej Walden)
- 1972 – Anioł na dworcu jako Bagażowy (reż. A. Przybylski)
- 1973 – Portret doktora Mikołaja jako Galileusz; Hieronim (reż. J. Błeszyński)
- 1973 – Zabawa w koty jako kelner (reż. Jacek Gruca)
- 1973 – Igraszki z diabłem jako Omnimor (reż. J. Ziemińska)
- 1974 – Indyk jako Chłop III (reż. Jerzy Kozłowski)
- 1975 – Klub kawalerów jako kelner (reż. B. Czechak)
- 1975 – Ojciec jako pastor (reż. Bogdan Augustyniek)
- 1975 – Zamek (reż. Henryk Baranowski)
- 1976 – Znachor jako sędzia (reż. Krzysztof Rościszewski)
- 1977 – Dziady jako Stary Polak (reż. H. Baranowski)
- 1977 – Wariatka z Chaillot jako policjant (reż. Lech Hellwig-Górzyński)

## Reżyseria teatralna
- 1951 – Domek kotki (współreżyser)
- 1952 – Nowa szata króla (współreżyser, współautor inscenizacji)

## Filmografia
- 1963 – Ranny w lesie jako major (reż. Janusz Nasfeter)
- 1968, premiera 1971 – Dancing w kwaterze Hitlera (reż. Jan Batory)
- 1974 – Najważniejszy dzień życia jako Kowal Adam Burluk, odc. Złoto  (reż. Sylwester Szyszko)

## Odznaczenia
- 1966 – Zasłużony dla Warmii i Mazur
- 1969 – Złoty Krzyż Zasługi